# Aula regia

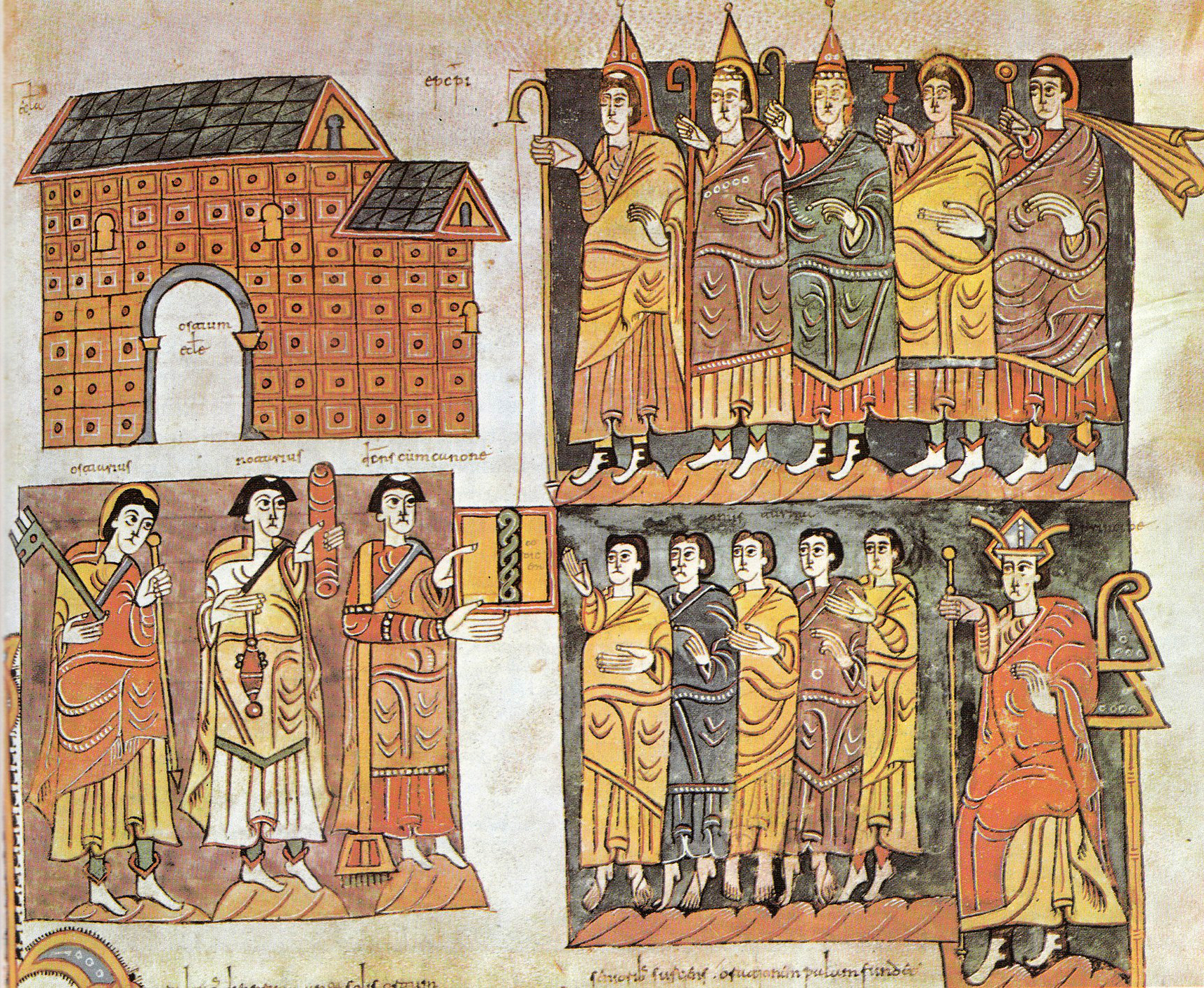
Eclesiásticos y laicos hispano-visigodos acuden a una asamblea en el Toledo visigótico. Codex Vigilanus.

Aula regia o Aula regis (en latín 'atrio, salón o sala del rey'), era el nombre con el que se conocía a la gran sala, sala de recepciones o salón del trono de la Domus Flavia, el palacio de Domiciano en el Palatino romano. Hoy forma parte del conjunto monumental que ha sido declarado patrimonio de la humanidad por la UNESCO.

## Alta Edad Media
Por metonimia, el nombre se dio a una institución consultiva de las monarquías germánicas de la Alta Edad Media, independientemente del lugar donde se reuniera. Particularmente desarrollada fue la del reino visigodo de Toledo, que también recibía las denominaciones de consilium o consilium regis ('consejo' o 'consejo real'), de senatus ('senado'), de palatium regis ('palacio' o 'casa del rey') o de officium palatinum ('oficio de palacio'), términos a veces identificables, aunque también designaban a cuerpos más restringidos, siendo el Aula la asamblea más numerosa. 
Su composición, que algunos reyes (especialmente Leovigildo) procuraron controlar, varió con el tiempo, aunque comprendía en todo caso a los principales dignatarios, los magnates (maiores y seniores palatii) que residían en la corte sin desempeñar funciones específicas y ligados al rey por lazos de reconocimiento, conocidos como fideles regis. Otros miembros eran los oficiales de la corte (officium palatinum), los gardingi y los obispos.
En la medida en que la monarquía era electiva, la función de esta institución era trascendental, puesto que incluía la designación de los propios reyes además del asesoramiento legislativo, judicial, político y militar de las decisiones que tomaba al rey; como correspondía a la tradición germánica del thing o asamblea de guerreros libres (que sobrevivió en Islandia con el nombre de althing).
Herederos de esta institución mixta romano-germánica fueron tanto la corte regia entendida como conjunto de cortesanos y de funcionarios en torno a las monarquías feudales como las instituciones parlamentarias medievales (Reichtag o Dieta Imperial del Sacro Imperio Romano Germánico, Cortes en los reinos cristianos peninsulares, parlamento inglés, Estados Generales de Francia, etc.) y las instituciones judiciales (Curia Regis, parlements franceses, audiencias y chancillerías castellanas, etc.).
Se han identificado como Aula Regis salas en los palacios carolingios (Palacio de Aquisgrán, Palacio de Ingelheim —finales del siglo VIII y comienzos del siglo IX—). El rey Ramiro I de Asturias mandó construir su Aula Regis como parte de un complejo palaciego mayor, a las afueras de la ciudad de Oviedo. La desaparición de otras partes dejó el edificio aislado y fue convertido en iglesia (Santa María del Naranco, año 850).
Se ha propuesto que el modelo arquitectónico de todas estas salas fue la Basílica de Constantino de Tréveris.

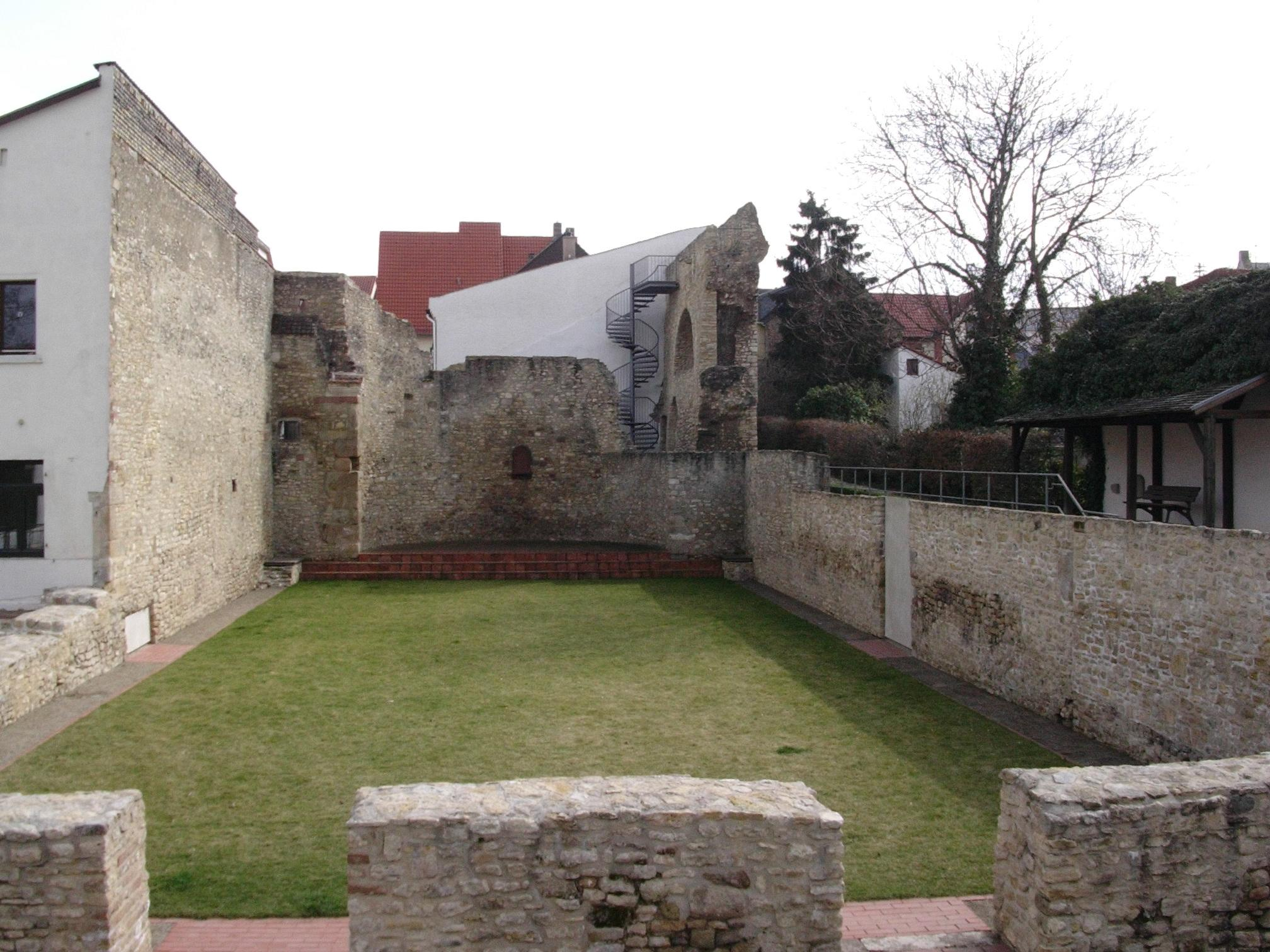
Restos del Aula Regia, Ingelheim.
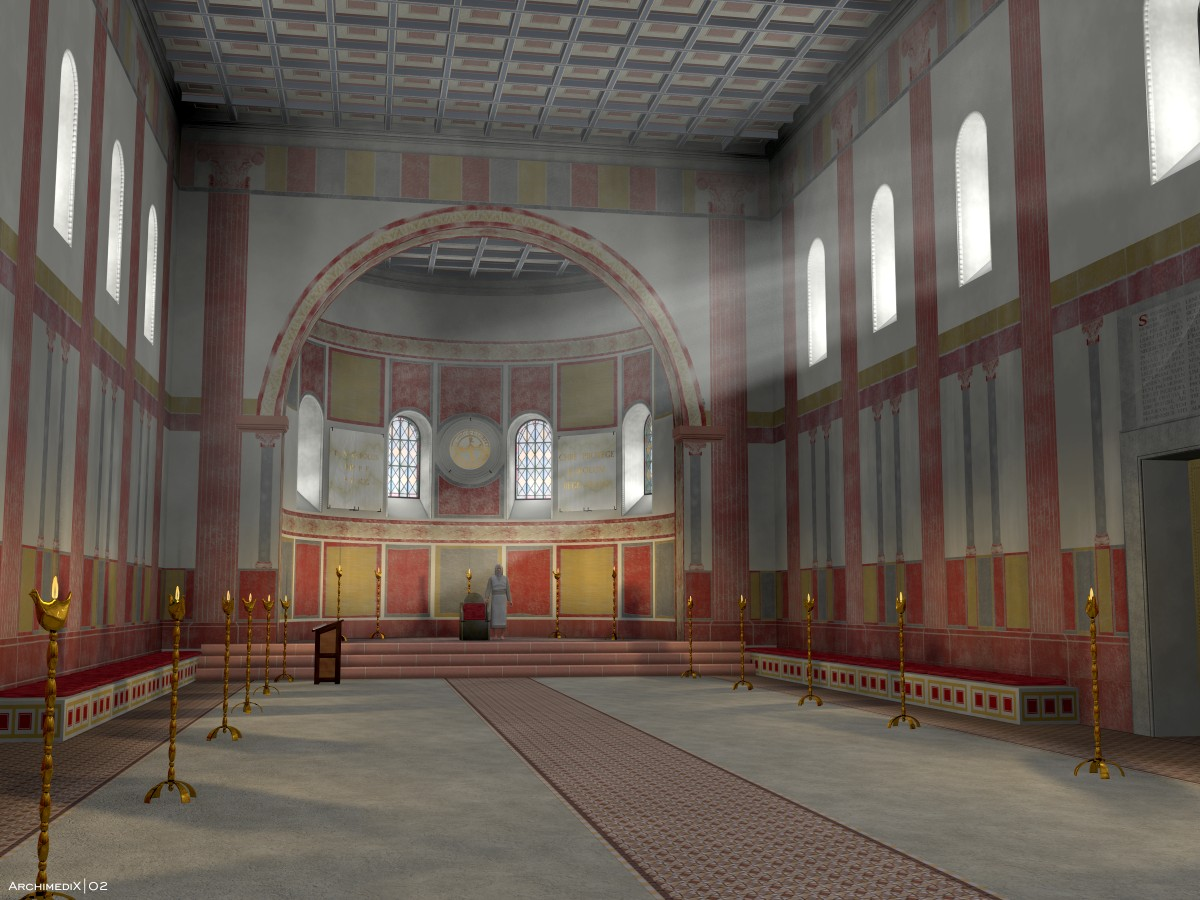
Reconstrucción digital del Aula Regia de Ingelheim.
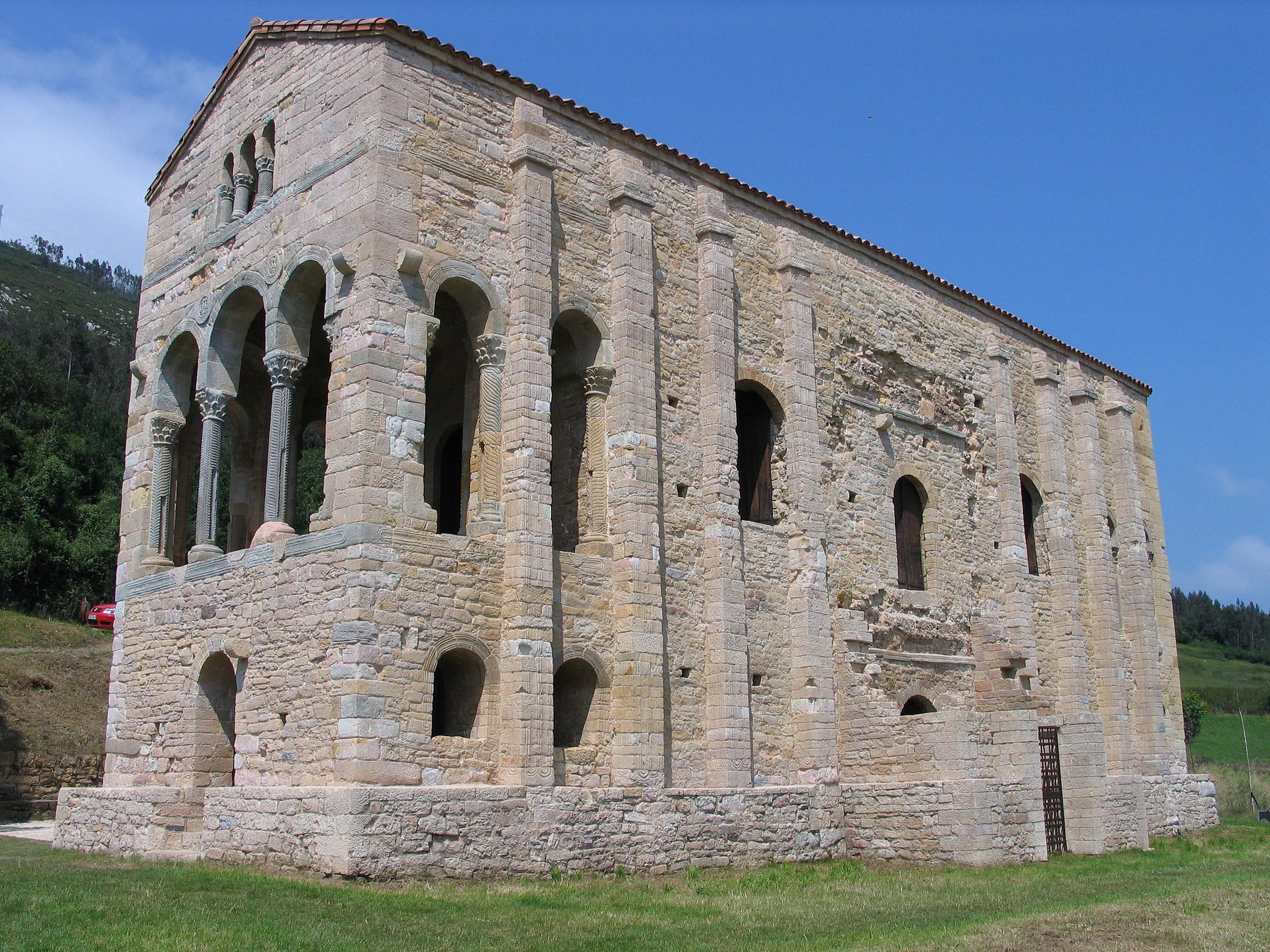
Santa María del Naranco, Oviedo.
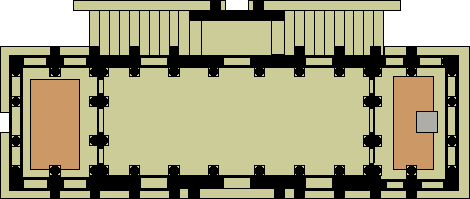
Planta de Santa María del Naranco.
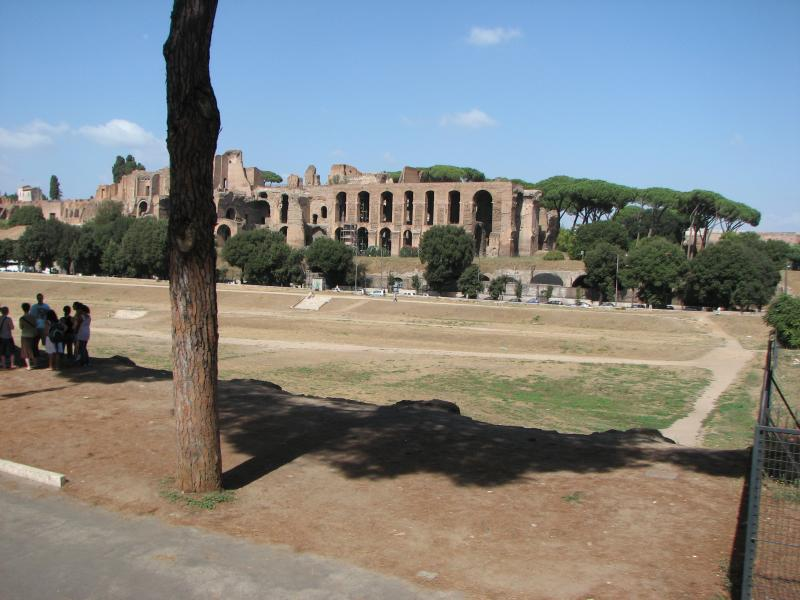
Domus Flavia, Roma.
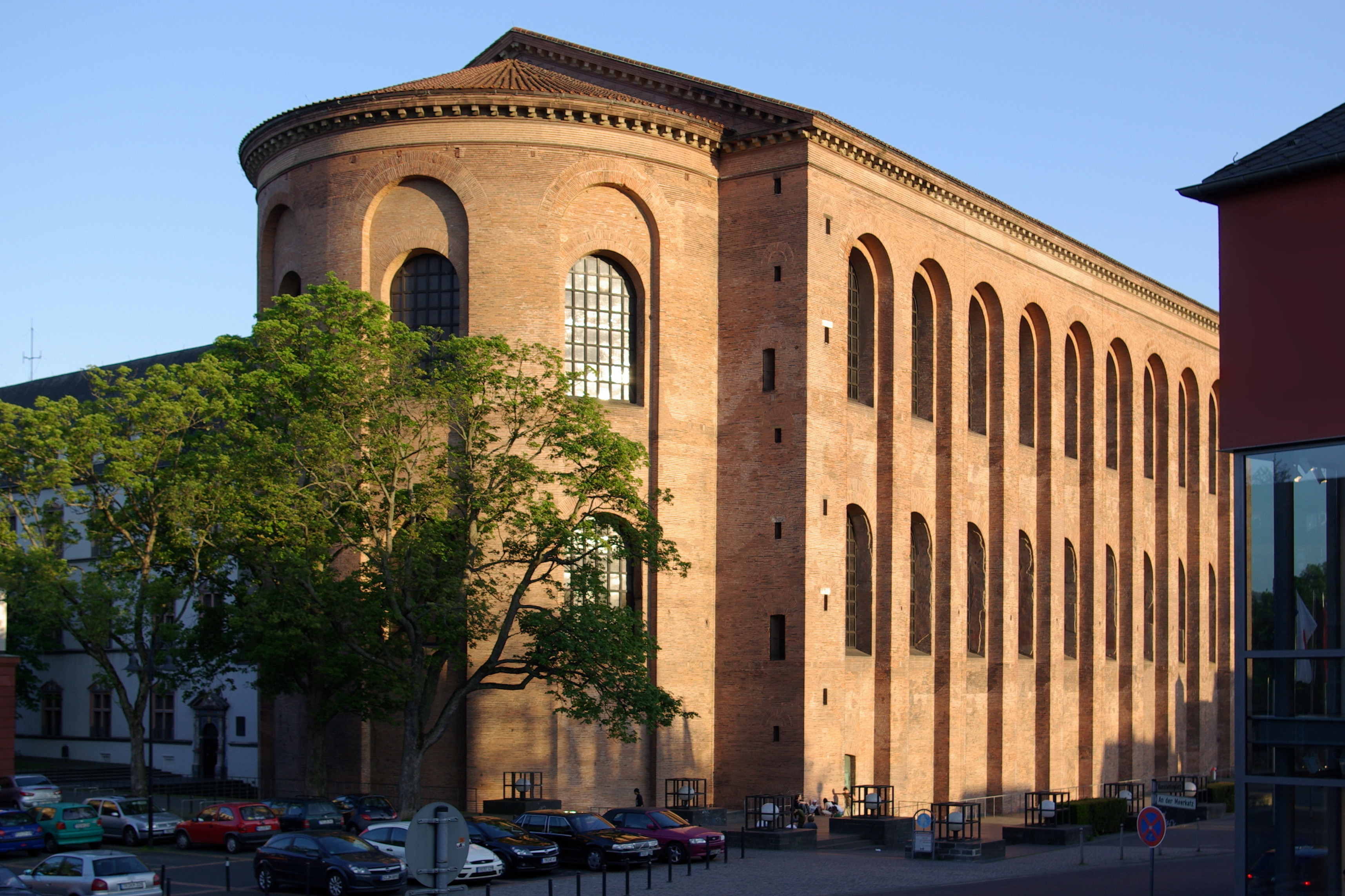
Basílica de Constantino, Tréveris.

## Topónimo y crónica
Aula regia es un topónimo aplicado a Zbraslav, una zona de Praga llamada en alemán Königsaal ('sala del rey').
Por esta localidad recibió su nombre el cronicón bohemio del siglo XIV titulado Chronicon Aulae regiae (en alemán Königsaaler Chronik o Zbraslaver Chronik), de Pedro de Zittau (Peter von Zittau —literatura en checo—).